# هنري كوينتن
هنري كوينتن (بالفرنسية: Henri Quentin)‏ هو راهب فرنسي، ولد في 7 أكتوبر 1872 في Saint-Thierry ‏ في فرنسا، وتوفي في 4 فبراير 1935 في روما في إيطاليا.